# Adelino Amaro da Costa
Adelino Manuel Lopes Amaro da Costa (Lisboa, 18 de abril de 1943 - Camarate, 4 de diciembre de 1980) fue un político portugués fuertemente influenciado por la Democracia Cristiana. 

## Biografía
Estudió ingeniería civil en la Universidad de Lisboa, terminando la carrera en 1966. Fue director del Gabinete de Estudios y Planeamiento del Ministro Veiga Simão.
Después de la Revolución de los Claveles fue uno de los fundadores, junto con Diogo Freitas do Amaral y Francisco Sá Carneiro, del Centro Democrático Social (CDS), actual Partido Popular portugués, de inspiración democristiana.
Después de la victoria de la Aliança Democrática (formada por su partido y el Partido Social Demócrata de Sá Carneiro y el Partido Popular Monárquico de Ribeiro-Telles) en las elecciones legislativas de 1980, fue llamado para la cartera de defensa nacional en la sexta legislatura constitucional, convirtiéndose así en el primer civil en convertirse en ministro de defensa tras la Revolución. 
Falleció a los 37 años de edad en un accidente de avión en Camarate, el día 4 de diciembre de 1980, junto con su esposa, el ministro, Francisco Sá Carneiro y la compañera de éste, cuando se dirigían a Oporto para participar en un meeting de apoyo a Soares Carneiro, el candidato de su partido para las elecciones de ese año.